# نيوتن (نظام تشغيل)
نظام تشغيل نيوتن (إنجليزية:Newton OS) كان هو نظام التشغيل لمساعدات أبل نيوتن الرقمية الشخصية التي أنتجتها أبل في الفترة ما بين عام 1993 و1997. كتب نظام التشغيل بالكامل بلغة سي بلس بلس وقلص حتي يستهلك قدر أقل من الطاقة ويستخدم الذاكرة المتاحة بكفاءة.
وكما هو الحال مع أبل ماكنتوش فإن معظم التطبيقات كُتبت بذاكرة القراءة فقط بنيوتن لحفظ ذاكرة الوصول العشوائي الديناميكية DRAM ومساحة أكبر من الذاكرة الوميضية لتطبيقات المستخدمين.

## وصلات خارجية
- نظام نيوتن على مشروع الدليل المفتوح.